# Окопірмс
Окопірмс (прусськ. uka — "самий", прусськ. pirms — перший) — божество, що займає вище місце в прусському пантеоні богів. У міфах він завжди стоїть вище інших богів, таких як Аутрімпс, бог моря, або Звайгстікс, бог світла. 

## Функції
У більшості випадків в міфах йому присвоюються дві функції: 
- "бог неба і землі" — влада над усіма богами та людьми, спостереження за життям на "землі".
- "бог неба і зірок" — знаходження на вищому місці в прусському пантеоні богів по вертикальній структурі.

## Зіставлення
Часто Окопірмса зіставляють з Діевасом, божеством з балтійської міфології. Підтвердженням тому є етимологія імені Діеваса ( прусськ. Окопірмс — "найперший") та відсутність Окопірмса в текстах іншого роду, незважаючи на займане ним вище становище серед інших богів. Обидва божества характеризуються малою активністю, з чим і пов'язана їх відсутність в основних сюжетах. 
Водночас, в деяких джерелах Окопірмса ототожнюють з Сатурном та Одіном. 

## Діти Окопірмса
У балтійській міфології існує безліч легенд про дітей Окопірмса. У деяких з них згадується наявність у нього двох синів, в інших — сина і дочки, що вступили в кровозмісний шлюб. У деяких же згадуються два брати, закохані у власну сестру та які очікують на неї на березі моря. 
Діти Окопірмса (Діеваса) вважаються уособленням родючості та землеробства. Балтійські племена вірили, що вони можуть позбавити їх від різного роду епідемій і лих, наприклад, від вимирання худоби. 